# 음력 2월 27일
음력 2월 27일은 음력 2월의 27번째 날이다.

## 문화
- 2000년 - 수도권 전철 노선 통합. 이날부터 철도청 소속 국철 노선들은 모두 서울 지하철 노선명을 따르게 된다.

## 탄생
- 1913년 - 대한민국의 서양화가 김환기.

## 같이 보기
- 음력 360일: 1월 2월 3월 4월 5월 6월 7월 8월 9월 10월 11월 12월
- 전날:2월 26일 다음날:2월 28일 - 전달:1월 27일 다음달:3월 27일
- 양력:2월 27일
- 음력, 윤달